# Bathytropa granulata
Bathytropa granulata là một loài chân đều trong họ Bathytropidae. Loài này được Aubert & Dollfus miêu tả khoa học năm 1890.